# Taveiro
Taveiro is een plaats (freguesia) in de Portugese gemeente Coimbra en telt 2 064 inwoners (2001).